# Rudimento
Un rudimento è una frase musicale semplice per lo studio del tamburo. I rudimenti tecnici per tamburo sono nati ufficialmente nel 1933 da un gruppo di batteristi e percussionisti statunitensi che costituirono The National Association of Rudimental Drummers (NARD).
Discutendo sulle tecniche di insegnamento, selezionarono 13 figure ritmiche, a cui in seguito aggiunsero 13 ulteriori figure, definite come i 26 rudimenti standard per il tamburo. Infine, la Percussive Arts Society (PAS) statunitense riorganizzò i primi 26 rudimenti e ne aggiunse 14 per completare gli attuali "40 rudimenti internazionali per tamburo".
Essenziali per l'apprendimento della tecnica del tamburo, se distribuiti sull'intero drum-set offrono l'occasione per l'esplorazione di nuove combinazioni e miscele sonore.

## I 40 rudimenti internazionali per tamburo (PAS)

### Single Stroke Roll Rudiments
| 1. | Single Stroke Rolls |  |
| 2. | Single Stroke Four  |  |
| 3. | Single Stroke Seven |  |

### Multiple Bounce Roll Rudiments
| 4. | Multiple Bounce Roll |
| 5. | Triple Stroke Roll   |

### Double Stroke Rudiments
| 6.  | Double Stroke Open Roll |  |
| 7.  | Five Stroke Roll        |  |
| 8.  | Six Stroke Roll         |  |
| 9.  | Seven Stroke Roll       |  |
| 10. | Nine Stroke Roll        |  |
| 11. | Ten Stroke Roll         |  |
| 12. | Eleven Stroke Roll      |  |
| 13. | Thirteen Stroke Roll    |  |
| 14. | Fifteen Stroke Roll     |  |
| 15. | Seventeen Stroke Roll   |  |

### Diddle Rudiments
| 16. | Single Paradiddle |  |
| 17. | Double Paradiddle |  |
| 18. | Triple Paradiddle |  |
| 19. | Paradiddle-Diddle |  |

### Flam Rudiments
| 20. | Flam                   |  |
| 21. | Flam Accent            |  |
| 22. | Flam Tap               |  |
| 23. | Flamacue               |  |
| 24. | Flam Paradiddle        |  |
| 25. | Single Flammed Mill    |  |
| 26. | Flam Paradiddle-Diddle |  |
| 27. | Pataflafla             |  |
| 28. | Swiss Army Triplet     |  |
| 29. | Inverted Flam Tap      |  |
| 30. | Flam Drag              |  |

### Drag Rudiments
| 31. | Drag               |  |
| 32. | Single Drag Tap    |  |
| 33. | Double Drag Tap    |  |
| 34. | Lesson 25          |  |
| 35. | Single Dragadiggle |  |
| 36. | Drag Paradiddle #1 |  |
| 37. | Drag Paradiddle #2 |  |
| 38. | Single Ratamacue   |  |
| 39. | Double Ratamacue   |  |
| 40. | Triple Ratamacue   |  |

## Le 26 figure ritmiche
- Rullo a colpi singoli
- Rullo a colpi doppi
- Rullo a 5
- Rullo a 7
- Rullo a 9
- Rullo a 10
- Rullo a 11
- Rullo a 13
- Rullo a 15
- Paradiddle Singolo
- Paradiddle Doppio
- Flam
- Flam Accentato
- Flam Tap
- Flamacue
- Flam Paradiddle
- Flam Paradiddle-didle
- Ruff
- Drag Singolo
- Drag Doppio
- Ratamacue Singolo
- Ratamacue Doppio
- Ratamacue Triplo
- Drag Paradiddle 1
- Drag Paradiddle 2
- Lesson 25

Ogni rudimento viene eseguito partendo solitamente con la mano sinistra, indicata nell'esercizio con la lettera L (da "left", "sinistra" in inglese).
Ma alla suddetta convenzione si può anche ovviare: generalmente nello spartito viene sempre indicata la mano alla quale tocca dare il primo colpo, se sinistra (L) o destra (R, da "right", "destra" in inglese).